# .rs
.rs je internetová národní doména nejvyššího řádu pro Srbsko.